# Arremon kuehnerii
Arremon kuehnerii — вид воробьиных птиц из семейства Passerellidae. Эндемик Мексики, единственное известное место обитания — облачные леса гор Южной Сьерра-Мадре. Назван в честь Карла Кюхнера, члена совета директоров U.S. National Fish and Wildlife Foundation. Представители вида фенотипически идентичны особям Arremon brunneinucha, однако между ними были выявлены большие различия в митохондриальной ДНК. Выяснилось также, что ближайшим родственником Arremon kuehnerii является другой вид-эндемик Мексики — Arremon virenticeps.
Международный союз орнитологов на январь 2020 года не признал вид, но сделал замечание, что таксономия подвида Arremon brunneinucha suttoni нуждается в уточнении.